# Eleocharis filiculmis
Eleocharis filiculmis är en halvgräsart som beskrevs av Carl Sigismund Kunth. Eleocharis filiculmis ingår i släktet småsäv, och familjen halvgräs. Inga underarter finns listade i Catalogue of Life.